# Elblachen bei Stetzsch
Die Elblachen bei Stetzsch sind ein Flächennaturdenkmal (ND 16) im Dresdner Stadtteil Stetzsch.

## Geografie

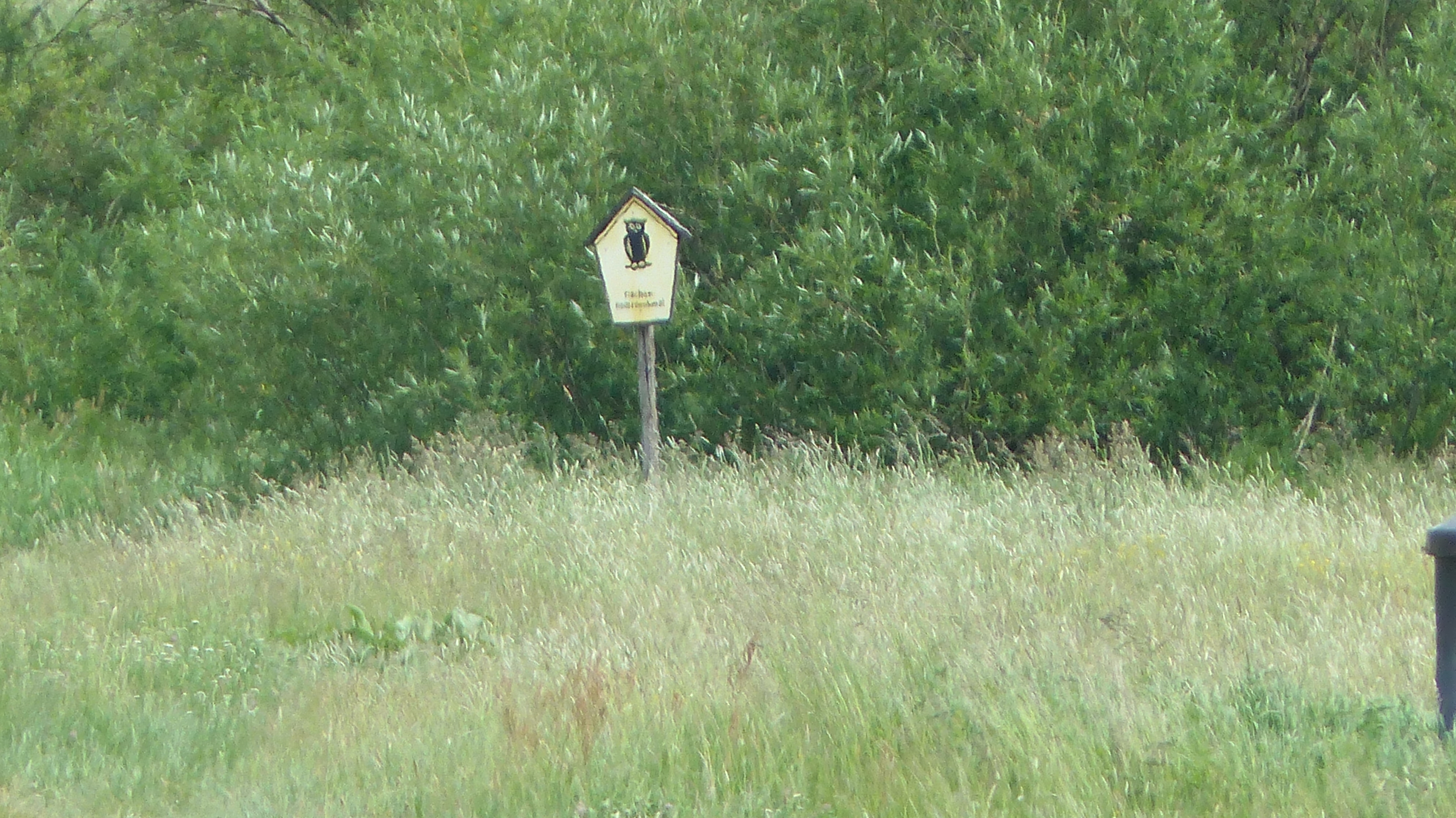
Hinweis auf das Naturdenkmal

Das 4,4 Hektar große Flächennaturdenkmal befindet sich im Dresdner Westen, nordöstlich der Ortslage Stetzsch am linken Elbufer. Es umfasst zwei Elblachen nordwestlich und südöstlich des Weges von Altstetzsch zur Elbe, die vom Fluss nur bei Hochwasser erreicht werden. An der nordwestlichen Gemarkungsgrenze, bis 1997 auch Stadt- und Kreisgrenze, schließt sich das 2,2 Hektar große Flächennaturdenkmal (ND 64) Altwässer der Elbe bei der Gohliser Windmühle an. Eine Vereinigung beider Naturdenkmale ist nach der Eingemeindung von Gohlis nach Dresden nicht erfolgt.
Die Fläche beider Naturdenkmale ist größer als maximale Größe für ein einzelnes Flächennaturdenkmal (5 Hektar) nach § 28 des Bundesnaturschutzgesetzes.
Bei seiner Ausweisung 1985 befand sich das Flächennaturdenkmal im seit 1974 bestehenden Landschaftsschutzgebiet (LSG) Elbtal bei Radebeul. Letzteres ist 2007 aufgehoben und in das neugebildete Landschaftsschutzgebiet Elbtal zwischen Dresden und Meißen mit linkselbischen Tälern und Spaargebirge integriert worden.

## Schutzgegenstand
Am 3. Januar 1985 fasste der Rat der Stadt Dresden einen Beschluss zur Unterschutzstellung von Naturdenkmalen. Dabei wurden im Stadtbezirk Dresden-West die Begerburg und der Eisenhammer in Dölzschen sowie die Elblachen bei Stetzsch als Flächennaturdenkmale ausgewiesen. Hervorgehoben bei letzteren wurde das Rückzugsgebiet für Elbuferflora und -fauna sowie das Brut- und Rastgebiet seltener Vogelarten. Zudem ist es Laichgewässer für viele Fischarten, Lebensraum für Insekten, Lurche, Land- und Wasserschnecken. In der Flora gibt es Laichkraut- und Röhrichtgesellschaften, außerdem in Sachsen stark gefährdete Arten der Kies- und Schlammvegetation.
Der bis zur ersten Hälfte des 20. Jahrhunderts in Deutschland nahezu ausgerottete und später unter Schutz gestellte Biber siedelte sich Mitte der 1990er Jahre – von der Mittelelbe kommend – wieder in Dresden an. Die Stetzscher Elblachen waren dabei ihr erstes Revier.